# Unidad Socialista (Italia)
Unidad Socialista (en italiano: Unità Socialista, US) fue una coalición electoral italiana, de centroizquierda, constituida para las elecciones generales del 18 de abril de 1948.
Se encontraba conformada por el Partido Socialista de los Trabajadores Italianos (PSLI) de Giuseppe Saragat y la Unión de los Socialistas (UDS) de Ivan Matteo Lombardo, este último figurando como líder del pacto. Ambos partidos surgieron como fracciones del Partido Socialista Italiano, en protesta a su alianza con el Partido Comunista Italiano en el Frente Democrático Popular. Por lo tanto, la coalición se caracterizaba su propuesta socialdemócrata y reformista.
La lista obtuvo 33 diputados y 8 senadores (en algunas circunscripciones se presentó en alianza con el Partido Republicano Italiano), convirtiéndose así en la tercera fuerza política de Italia.